# Von Gimborn Arboretum

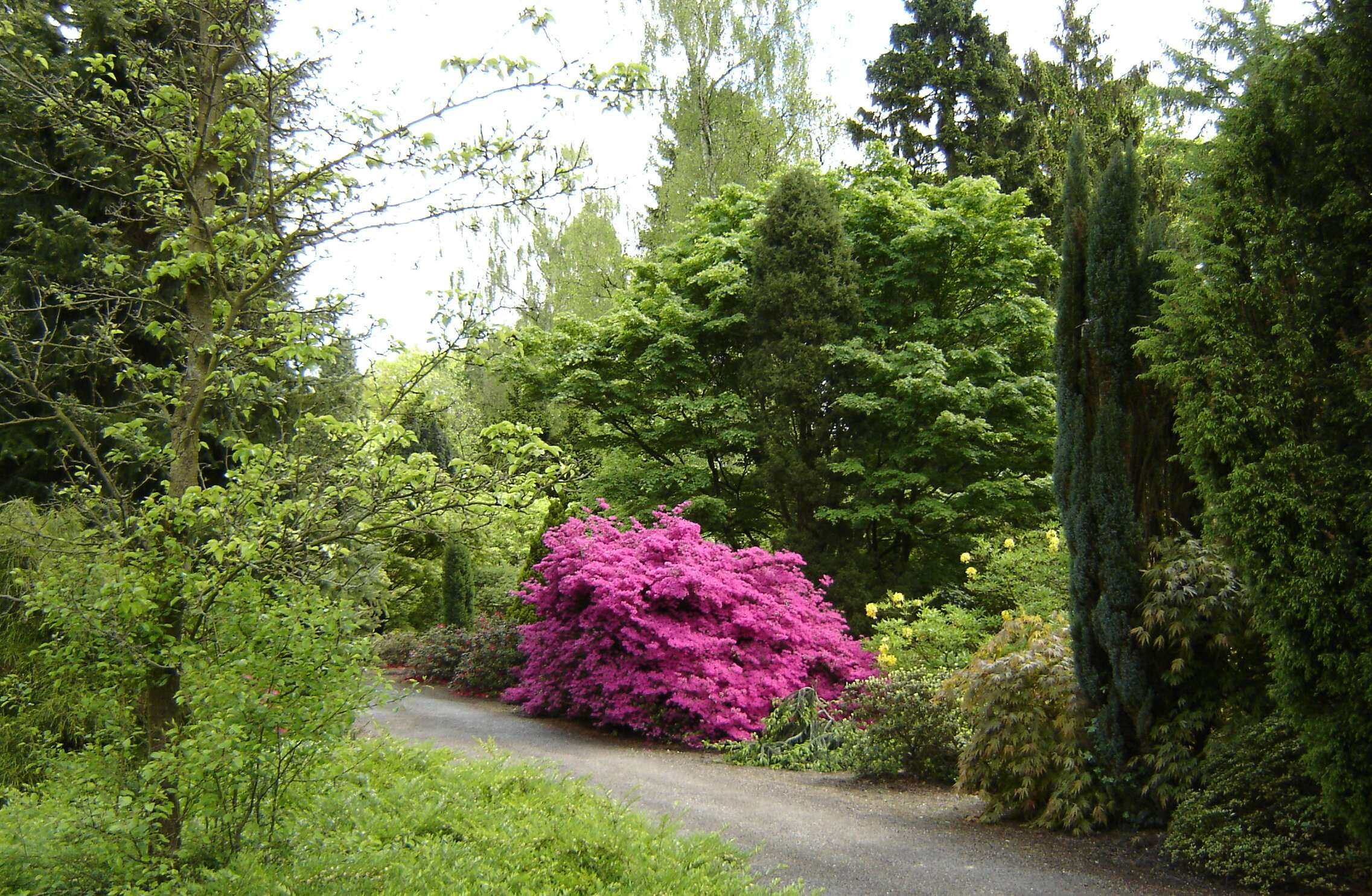
Arboretum in het voorjaar

Het Von Gimborn Arboretum is een bomentuin te Doorn (Utrecht). Dit arboretum heeft een oppervlakte van 27 ha, en is in 1925 door Max Th. von Gimborn gesticht. Van 1966 tot 2010 maakte het deel uit van de Botanische Tuinen Universiteit Utrecht. Sinds 1 januari 2010 treedt de Stichting Von Gimborn Arboretum op als beheerder. Van 2010 tot 2022 was Wilbert Hetterscheid directeur.

## Geschiedenis
Het Von Gimborn Arboretum is het levenswerk van de inktfabrikant Max Th. von Gimborn (1872 - 1964), die uit liefhebberij bomen ging verzamelen. Nadat hij in 1907 in Zevenaar een inktfabriek was begonnen, legde hij daar op een terrein van 5 ha zijn eerste bomenverzameling aan. Dit arboretum bestaat nog steeds: het draagt de naam Gimbornhof. Zijn grote liefde waren de coniferen. Die gedijen over het algemeen op zandgrond beter dan op de klei van Zevenaar. Daarom ging hij op zoek naar een andere plaats om zijn (naald-)bomenverzameling te vestigen. In 1924 kocht hij een terrein van 47 ha aan de Vossensteinsesteeg in Doorn. Hij ging zelf ook in Doorn wonen en gaf de tuinarchitect Gerard Bleeker opdracht om een 'park tevens arboretum' te ontwerpen in Engelse landschapsstijl. Aanvankelijk lag het in de bedoeling ook een woonhuis in het park te bouwen, maar dat is er nooit van gekomen. Uiteindelijk werd ook maar 23 van de 47 ha als arboretum ingericht.

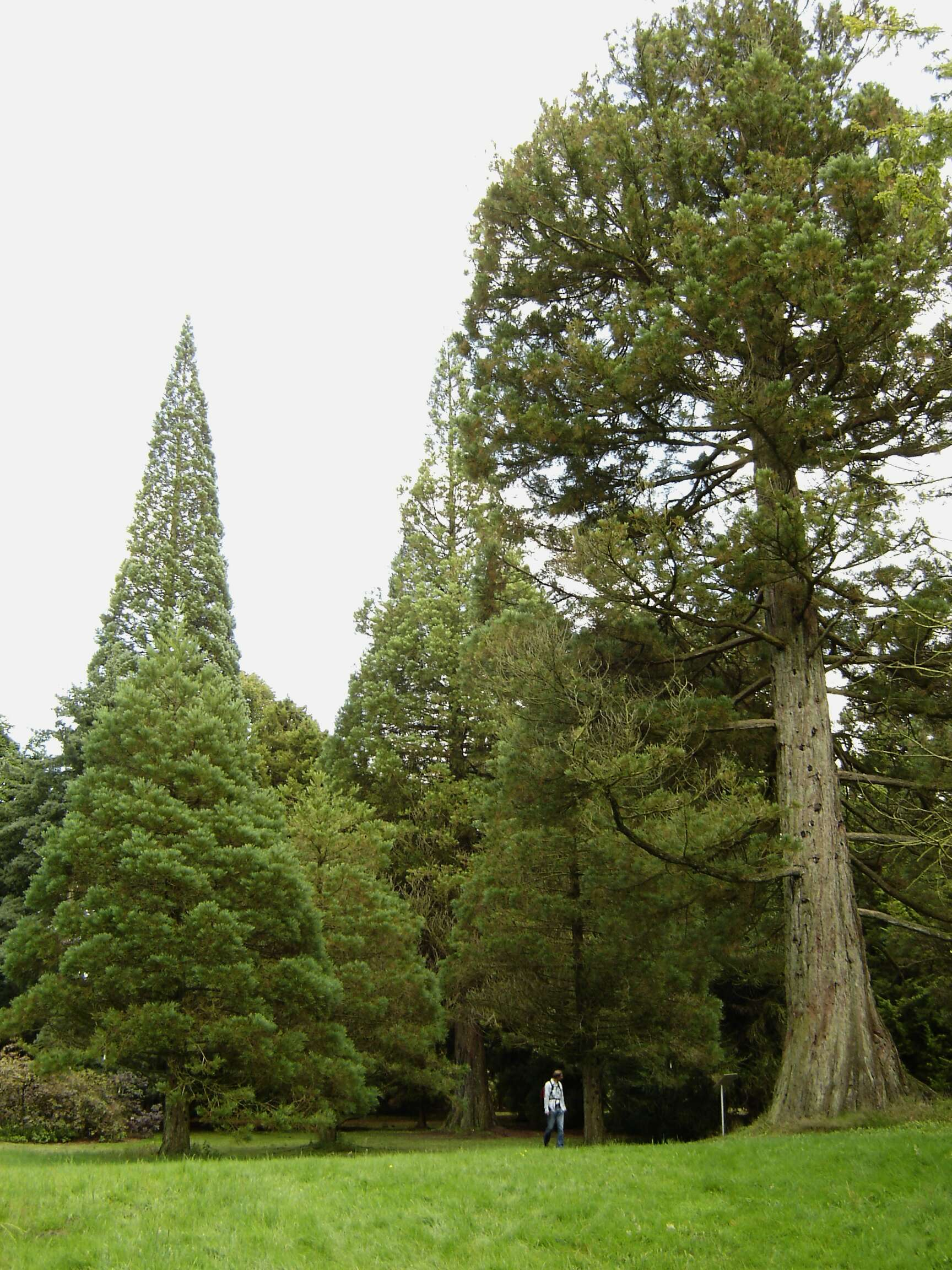
Zes mammoetbomen (Sequoiadendron giganteum) van verschillende leeftijden

Het arboretum ondervond weinig schade ten gevolge van de Tweede Wereldoorlog. Langzamerhand bleek het onderhoud van de gigantische collectie echter de krachten van Von Gimborn te boven te gaan. Toen hij in 1964 overleed, waren grote delen van het arboretum enigszins in verval geraakt.
In 1966 kwam het arboretum in het bezit van de Universiteit Utrecht. Daarmee werd een tijdperk ingeluid van opknappen, verjongen en vernieuwen, dat tot op heden voortduurt. In 1971 werd het arboretum uitgebreid met 4 ha ten behoeve van een eigen kwekerij.
Inmiddels herbergt het arboretum een collectie die uniek is in de wereld. In 1989 ontving het daarvoor een onderscheiding van de International Dendrology Society. In 2000 ontving het ter gelegenheid van het 75-jarig bestaan van de Nederlandse Vereniging van Houtagenten een aantal panelen, die op verschillende plaatsen in de tuin staan en informatie verschaffen over de belangrijkste groepen uit de verzameling. In 2005 is begonnen met de aanleg van een nieuw pad, speciaal ten behoeve van gehandicapten.
Op 26 september 2021 vond het bomenfestival van Meer Bomen Nu plaats in het arboretum.

## Collectie
Alleen al door zijn omvang is de collectie van het Von Gimborn Arboretum voor Nederland uniek. Dat geldt in de eerste plaats voor de coniferen, maar ook voor een aantal loofhoutgewassen. Van diverse plantensoorten die in het arboretum voorkomen, is in Nederland geen of hooguit één andere standplaats bekend.

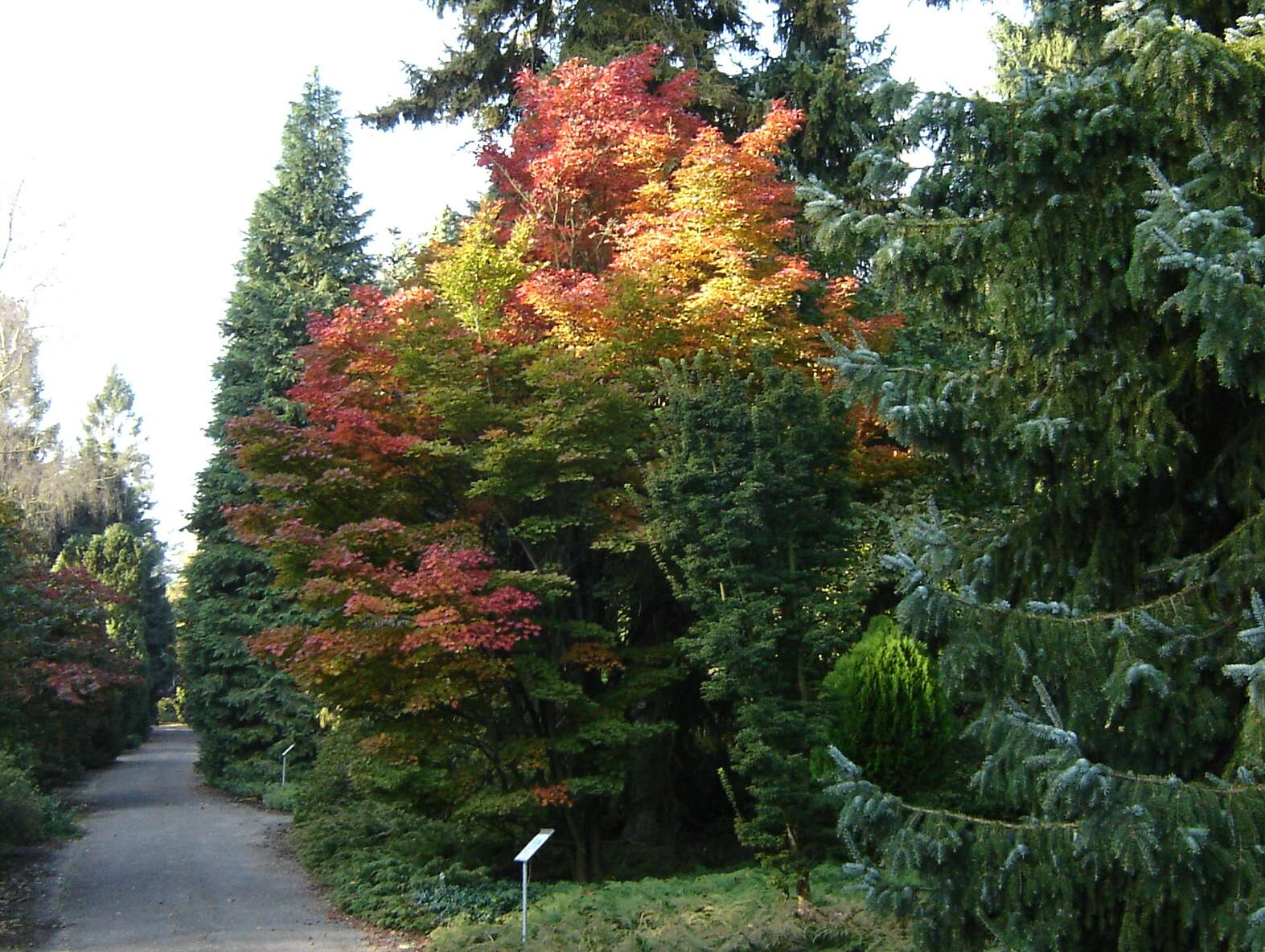
Acer sieboldianum 'Osiris' in herfsttooi

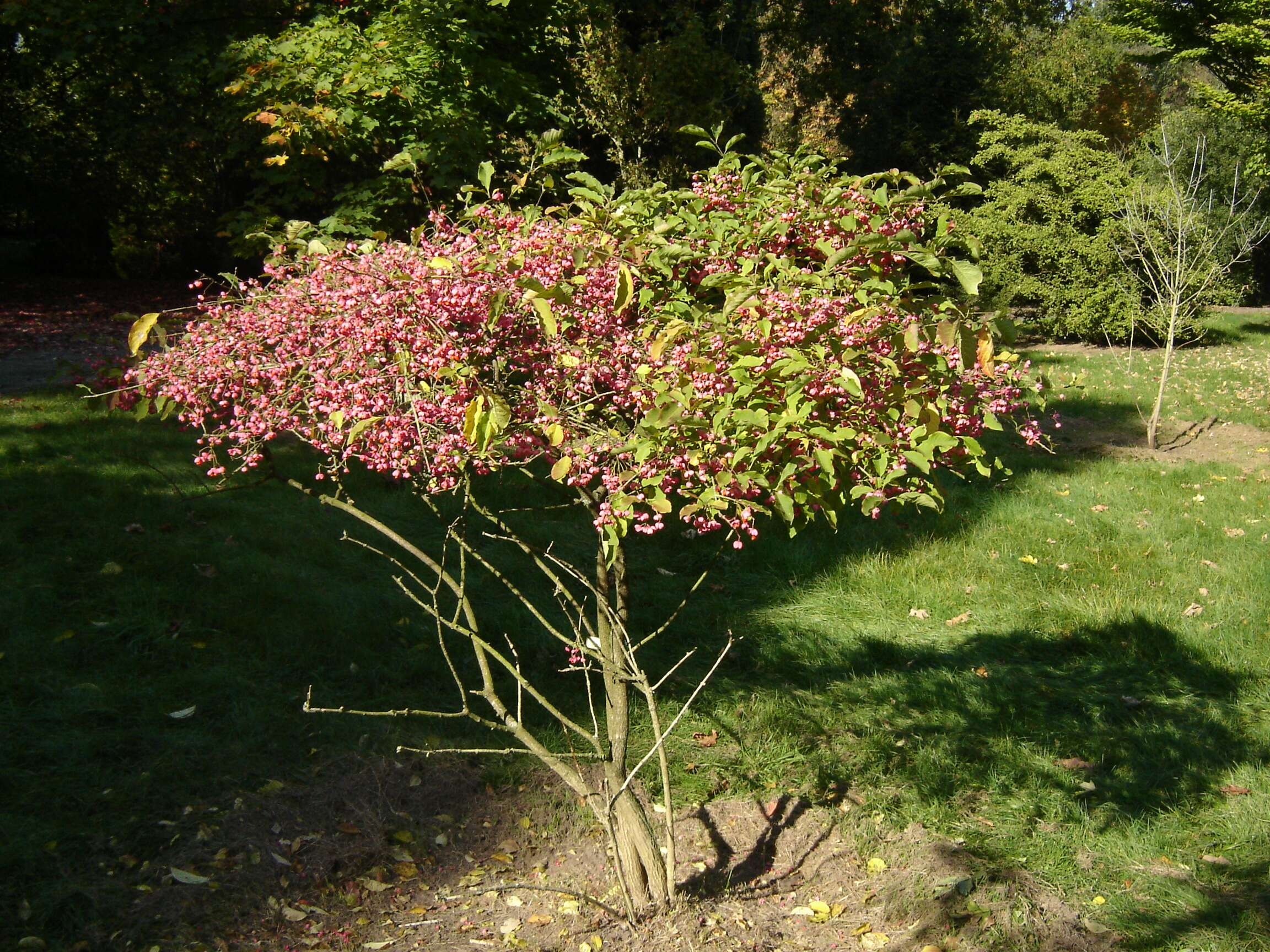
Euonymus hamiltonianus 'Red Elf' met roze vruchtjes

Het Von Gimborn Arboretum is houder van de Nationale Plantencollectie van de volgende families:
- Aceraceae - esdoornfamilie

De collectie omvat twee geslachten, met 98 soorten, variëteiten en / of ondersoorten en 82 cultivars, voor een groot deel opgebouwd door dr. P.C. (Piet) de Jong, voormalig directeur van de Botanische Tuinen en specialist op dit gebied.
- Betulaceae - berkenfamilie

Deze collectie omvat zes geslachten, met 124 soorten / variëteiten en / of ondersoorten en 35 cultivars, eveneens opgebouwd door Piet de Jong.
- Ericaceae - heidefamilie (incl. het geslacht Rhododendron)

Het Von Gimborn Arboretum herbergt een unieke collectie, met 36 geslachten, 248 soorten / variëteiten en / of ondersoorten en 437 cultivars.
De rododendrons (incl. de azalea's) vormen een specialisatie binnen de Ericaceae-collectie.
- Pinophyta (ook wel genaamd Coniferae) - coniferen

Eigenlijk een collectie die bestaat uit verschillende families. Een gigantische collectie, bestaande uit 29 geslachten, 221 soorten / variëteiten en / of ondersoorten en 629 cultivars. Dit is een van de grootste coniferencollecties van West-Europa. Veel van de oudste bomen in het arboretum (zestig tot honderd jaar) zijn coniferen. Van de cultivars vinden er verschillende hun oorsprong in het arboretum, zoals Cephalotaxus harringtonia 'Gimborn's Pillow', Pinus parviflora 'Gimborn's Pyramid' en 'Gimborn's Ideal'.
Het Von Gimborn Arboretum is ook houder van de Nationale Plantencollecties van de volgende geslachten:
- Euonymus - kardinaalsmuts

Een collectie van 37 soorten / variëteiten en / of ondersoorten, 17 cultivars.
- Fraxinus - es

De collectie omvat 37 soorten / variëteiten en / of ondersoorten en 14 cultivars.
- Laburnum - gouden regen

Een kleine collectie met drie soorten / variëteiten en / of ondersoorten en vijf cultivars.
- Magnolia - beverboom

Van dit geslacht bevinden zich 21 soorten / variëteiten en / of ondersoorten en 33 cultivars in de collectie.
- Rhododendron - rododendron

Een "dieptespecialisatie" binnen de heidefamilie. Het Rodo-bos ligt helemaal achter in het arboretum. In 1966 - toen het arboretum in handen van de universiteit kwam - was dit deel van het arboretum ernstig verwaarloosd. Rond 1973 kreeg het Rodo-bos een opknapbeurt. Er bleken nog veel oude rododendrons aanwezig te zijn, die rond de jaren dertig geplant waren, maar waarvan inmiddels niemand meer wist dat ze nog in het arboretum stonden.
- Syringa - sering

Een deel van de collectie bevindt zich in Doorn, het andere deel in Fort Hoofddijk. In totaal omvat de collectie 32 soorten / variëteiten en / of ondersoorten en 35 cultivars.
- Tsuga - hemlockspar of scheerlingsden

De collectie Tsuga is een zogenaamde "dieptespecialisatie" binnen de coniferen. Er zijn zes soorten aanwezig (waaronder één natuurlijke hybride), en 28 cultivars. Een groot aantal hiervan bevindt zich in het zogenaamde "Tsuga-bos":
- Tsuga heterophylla - Westelijke hemlockspar, waaronder exemplaren van zestig tot tachtig jaar oud en 20 meter hoog, wat voor Nederlandse begrippen heel bijzonder is.
- T. diversifolia.
- T. sieboldii.
- T. mertensiana.
- T. ×jeffrey - een natuurlijke hybride van T. sieboldii en T. mertensiana.
- T. canadensis - Oostelijke hemlockspar.

Enkele cultivars zijn bijvoorbeeld de door Von Gimborn zelf gekweekte T. mertensiana 'Glauca' en T. heterophylla 'Conica'.

## Bereikbaarheid
- Ligging: Tussen Doorn en Driebergen, zuidelijk van de Driebergse straatweg aan de Vossensteinsesteeg
- Ingang: Velperengh 13, 3941 BZ Doorn